# سباستین دالت
سباستین دالت (انگلیسی: Sébastien Dallet؛ زادهٔ ۳۰ سپتامبر ۱۹۷۳) بازیکن فوتبال سابق اهل فرانسه است که در پست مهاجم بازی می‌کرد.
از باشگاه‌هایی که در آن بازی کرده‌است می‌توان به باشگاه فوتبال گنگام، باشگاه فوتبال تروا، باشگاه فوتبال سوشو، و باشگاه فوتبال لانس اشاره کرد.